# Adam Johann Joseph Andrássy
Freiherr Adam Johann Joseph Andrássy von Szent-Király (* 1698; † 9. März 1753) war kaiserlicher Feldmarschall-Lieutenant und Inhaber des Infanterie-Regimentes Nr. 33.
Er begann seine Laufbahn 1728 im Infanterieregiment No.51. 1732 war er bereits Hauptmann.
Er war 1734 Oberstleutnant im Infanterie-Regiment Nr. 19. Der offizielle Inhaber war der spätere Feldmarschall Palffy, der aber noch minderjährig war. Daher war Andrassy mit der Wahrnehmung der Geschäfte des Regimentskommandeurs beauftragt.  Er stieg zum Oberst auf und wurde Regimentskommandeur. 1738 kam Palffy tatsächlich zum Regiment und wurde 1740 Regimentskommandeur. Andrassy wurde Ende 1740 in das Infanterie-Regiment Nr. 51 versetzt. Aber bereits im Januar 1741 wurde er in das  Infanterie-Regiment Nr. 33 (Vettes) versetzt. Aber als Ende 1741 in Ungarn sechs neue Regimenter errichtet wurden, erhielt Andrassy den Auftrag eines zu errichten. So stellte er das  Infanterieregiment No. 33 auf und erhielt am 13. November 1741 auch das Kommando.
Er nahm am Österreichischen Erbfolgekrieg teil und kämpfte mit der Armee in Bayern. Als die Österreicher 1742 München besetzten, wurde er dort als Stadtkommandant eingesetzt. 1743 wurde er zur Armee nach Italien versetzt. Am 25. Oktober 1745 wurde er zum Generalfeldwachtmeister befördert und zum Inhaber des von ihm kommandierten Regiment ernannt.
Nach dem Krieg wurde Andrássy Inspekteur der Infanterie-Regimenter in Ungarn und 1752 zum Feldmarschall-Lieutenant ernannt. Er starb am 9. März 1753.